# Herbert Nauderer

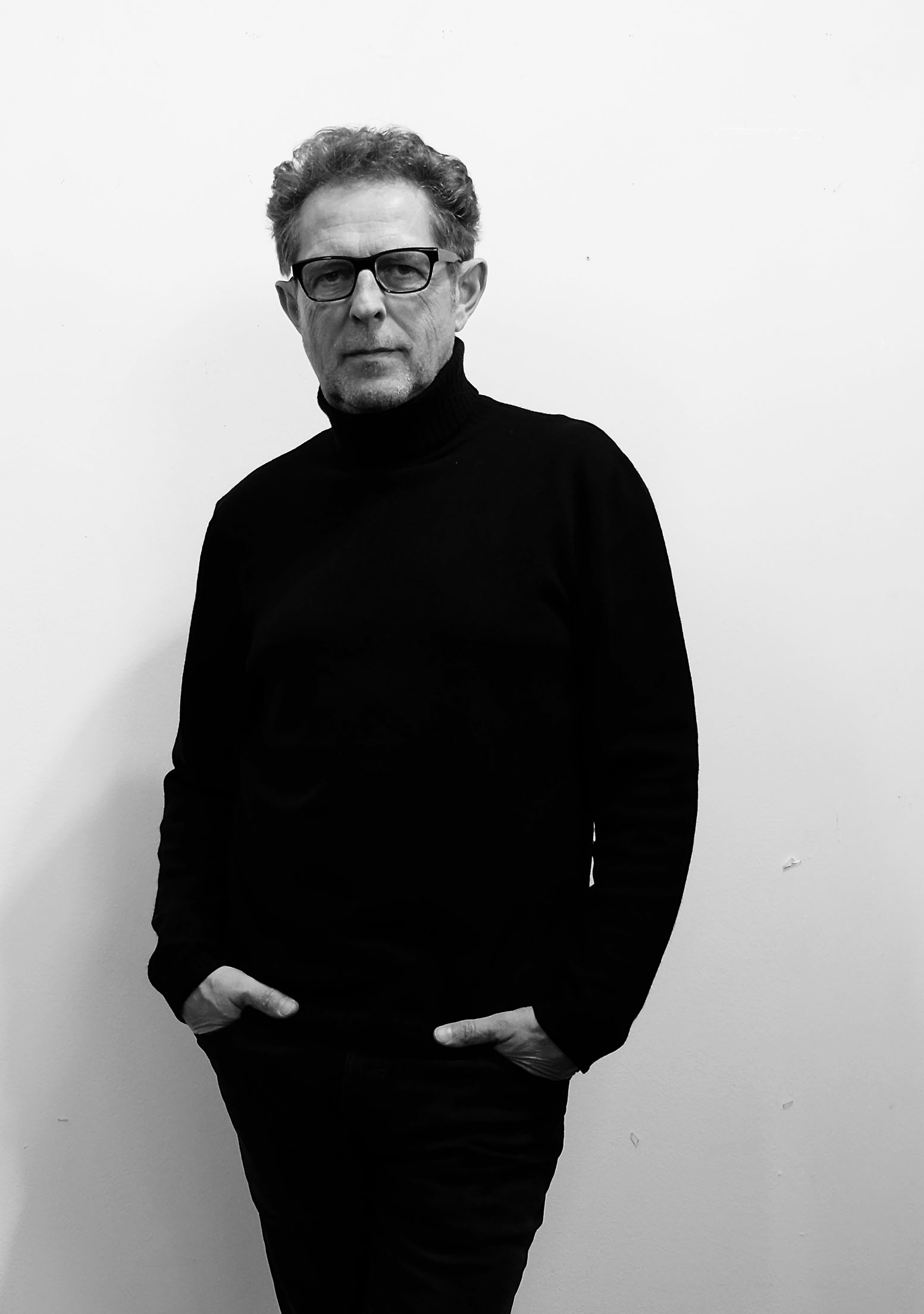
Herbert Nauderer

Herbert Nauderer (* 1958 in Fürstenfeldbruck) ist ein deutscher zeitgenössischer Künstler. Bekannt geworden ist Nauderer mit der Entwicklung seiner Kunstfigur, des Mausmanns.

## Leben und Werk
Herbert Nauderer studierte von 1980 bis 1986 an der Akademie der Bildenden Künste München bei Mac Zimmermann und Robin Page. Seit 1986 ist er als freischaffender Künstler und Musiker tätig. Den Schwerpunkt seiner künstlerischen Arbeit bildet die Zeichnung. Diese erweitert er installativ durch Objekte, Photocomposings und Videos ergänzt. Seit 2015 entstehen auch eigenständige Filmprojekte, so beispielsweise der Kurzfilm „Parasite Island“ mit Sibylle Canonica und Josef Bierbichler. Von 2016 bis 2018 war er Verwaltungsprofessor für Zeichnung an der Hochschule für Bildende Künste Braunschweig. Seit 1995 hat er Lehrauftrag an der Fachschule für Holzbildhauer und der Fachakademie für Raum- und Objektdesign, Garmisch-Partenkirchen inne. Nauderer lebt und arbeitet in Weipertshausen am Starnberger See und auf Elba, Italien.

## Ausstellungen (Auswahl ab 2009)
- 2022 Herbert Nauderer. Das Haus des Erfinders, Kunstmuseum Heidenheim
- 2017 Herbert Nauderer_PARASITE ISLAND, Galerie der HBK, Braunschweig
- 2017 Herzog Anton Ulrich Museum Braunschweig, Goya – Monster, Esel, Leidenschaften & zeichnerische Reflexionen von Herbert Nauderer: the madhouse, vol. 1.
- 2017 FSFF internationales Fünf Seen Filmfestival Parasite Island
- 2016 Herbert Nauderer_PARASITE ISLAND, Kallmann-Museum Ismaning
- 2016 PARASITE ISLAND, Kurzfilm mit Sibylle Canonica und Josef Bierbichler
- 2015 V/CODES, Haus der Kunst, München
- 2014 Herbert Nauderer_MAUSMANNSLAND, Rathausgalerie_Kunsthalle, München
- 2014 SKOTEINOS, Worldroom 42, München
- 2014 Kunstpavillon Bad Gastein
- 2014 Herbert Nauderer_LA MER, Artionale, Kreuzkirche, München
- 2014 Herbert Nauderer_GEFÄSSE, acht Fenster für die Stephanuskirche, München
- 2013 Herbert Nauderer_MAUSMANNSLAND, Galerie Nusser & Baumgart, München
- 2013 KINO DER KUNST, Galerie Nusser & Baumgart, München
- 2013 ANGENOMMEN DASS..., Galerie der Künstler, München
- 2013 Herbert Nauderer_MAUSMANNSLAND, MUK Gesellschaft für Museum und Kunst, Zirndorf
- 2013 Herbert Nauderer_MAUSMANNSLAND, Kulturbahnhof Starnberg* MÜNCHEN ZEICHNET, Galerie der Künstler, München
- 2012 Herbert Nauderer_MAUSMANNSLAND, Galerie Dengler & Dengler, Stuttgart
- 2012 JAZZ, Museum Villa Stuck, München
- 2012 THE UNCANNY, Galerie Nusser & Baumgart, München
- 2012 PREISTRÄGER, Kunstpreis der Stadt Fürstenfeldbruck / JAHRESGABEN, Kunstverein München
- 2011 Herbert Nauderer_VOLLGAS, Galerie Nusser & Baumgart, München
- 2011 DARK, Eberstadt-Nauderer, Artothek, Bildersaal der Stadt München
- 2011 CARTE BLANCHE, Galerie Patrick Waldburger, Brüssel
- 2011 Herbert Nauderer_100 DRAWINGS, Volta show, bei Nusser & Baumgart, New York City
- 2010/2011 Herbert Nauderer_REMBRANDT-BALLETT, 800 Zeichnungen, Kunsthalle Schweinfurt
- 2010/2011 Herbert Nauderer_NOTHING PERSONAL, Stadtmuseum Penzberg
- 2009 Herbert Nauderer_ONEIRONAUTEN, Kunstverein Eislingen
- 2009 DISKURSE, Deutsche Kunst nach 1945, Kunsthalle Schweinfurt
- 2009 CONTINUOUS PERSPECTIVES # 2, Galerie Nusser & Baumgart, München, Leipzig
- 2009 Herbert Nauderer_ANIMALI (quivid), Kunst im öffentlichen Raum, München
- 2009 Herbert Nauderer_ONEIRONAUTEN, Kunstverein Eislingen